# Manuel Orovio Echagüe
Manuel de Orovio y Echagüe (Alfaro, 17 de juliol de 1817 – Madrid, 18 de maig de 1883), I marquès d'Orovio, fou un aristòcrata, advocat i polític espanyol, que va ser ministre d'Hisenda i Foment durant els regnats d'Isabel II i Alfons XII durant el qual també va ser ministre d'Ultramar de forma interina.

## Biografia
Va néixer a Alfaro, fill de Juan de Orovio y Colomo i d'Antonia de Echagüe i Eguilor, pertanyents a famílies aristòcrates de La Rioja. Llicenciat en Dret per la Universitat de Saragossa i militant del Partit Moderat, va iniciar la seva carrera política com a alcalde de la seva ciutat natal fins a obtenir en les eleccions de 1850 una acta de diputat per la circumscripció de Logronyo, escó que repetiria de forma gairebé consecutiva fins a les eleccions de 1867 en què va passar al Senat com a senador vitalici. No obstant això en desencadenar-se la revolució de 1868 es va apartar de la vida política i no va retornar-hi fins a la fi de la I República, quan va tornar al Congrés dels Diputats a les eleccions generals espanyoles de 1876 com a representant de Logronyo. Hi romandria fins que el 1879 va tornar novament al Senat com a senador vitalici, distinció que havia perdut amb l'adveniment de la I República.

## Ministre
Va ser ministre de Foment entre el 16 d'abril i el 21 de juny de 1865, i entre el 10 de juliol de 1866 i el 23 d'abril de 1868 a sengles governs Narváez. En aquesta segona etapa va destacar el seu enfrontament amb l'estament acadèmic més progressista en emetre una circular que prohibia qualsevol ensenyament contrari a la fe catòlica, a la monarquia o al sistema polític vigent. Això li va portar a expulsar de les seves respectives càtedres els professors Salmerón o Castelar entre altres per mitjà del des de llavors anomenat Decret Orovio. Posteriorment, entre el 31 de desembre de 1874 i el 12 de setembre de 1875 va ser novament ministre de Foment aquest cop en un gabinet Cánovas, període que va tornar a caracteritzar-se pel seu enfrontament amb el professorat universitari i que va suposar la separació de la càtedra de Francisco Giner de los Ríos i el seu confinament al Castell de Santa Catalina a Cadis.
Igualment va ser ministre d'Hisenda entre el 23 d'abril i el 20 de setembre de 1868 en un govern González Bravo; i entre l'11 de juliol de 1877 i el 19 de març de 1880 als successius governs que van presidir Cánovas, Martínez Campos i novament Cánovas. Al capdavant d'aquest ministeri va realitzar una brillant gestió. Recorda que va posar al dia el pagament dels havers a les classes dependents del Tresor, i va eliminar el sistema de préstecs particulars a l'Estat, va dotar el Tresor de recursos permanents i adequat i va millorar la recaptació pública i l'equilibri pressupostari.

## Altres càrrecs i mèrits
Va ser governador civil de Madrid el 1858, cavaller de l'Orde de Carles III, cavaller de l'Orde d'Isabel la Catòlica i cavaller de la Legió d'Honor; i des de 1868 marquès d'Orovio.